# Aslan (banda)
Aslan es un grupo de música rock de Irlanda. Es originario de Dublín, y es conocido por sus melodías rock y sus letras introspectivas. 

## Historia

### Los inicios
Aslan se crea en el año 1983, aunque Christy Dignam y Joe Jewell ya llevaban varios años con una banda en el área de Finglas (Dublín), bajo el nombre de Meelah XVIII. Sin embargo, no sería hasta 1986, cuando logran grabar su primer sencillo, This is, editado por una independiente, que logra hacerse con la designación como mejor single del año en Irlanda.
Este éxito, les permite fichar por la major EMI, que publicará, en febrero de 1988, el primer álbum de la banda, Feel no shame, que fue muy bien recibido por la prensa británica, en pleno síndrome U2, y que subió en los charts irlandeses hasta lograr un Disco de Oro, consiguiendo además buenas ventas en Inglaterra.

### Las horas bajas
Sin embargo, los años siguientes vieron una brusca caída del grupo determinada, sobre todo, por los graves problemas de Christy con las drogas. Precisamente en el año 1988, que debía haber sido el de su lanzamiento, con una potente gira por toda Europa, comenzaron a generarse problemas en las aduanas y hoteles, que culminaron en Alemania, cuando la banda se enzarzó en una pelea callejera con un grupo de soldados borrachos. Tuvieron igualmente problemas con el Top of the Pops de la BBC.
En plena crisis, su sencillo Loving me lately entró en el Hot100 de Billboard, en EUA, y su álbum (Feel no shame), distribuido en los USA por Capitol Records, vendió 60.000 copias en dos semanas. En la gira americana, junto a The Charlatans, Christy amplió su adicción a la heroína y fue detenido al llegar a Dublín.
Resuelto su contrato con EMI, ficharon por una independiente irlandesa, Solid Records, y, a finales de 1989, editaron dos singles, uno de los cuales, Strange love, tuvo bastante repercusión en los medios, aunque fue poco vendido.
En 1990, el grupo quedó prácticamente disuelto, al entrar Christy a un programa de desintoxicación, tras el cual estuvo trabajando con Marillion y Terence Trent D'Arby, además de publicar un sencillo en solitario, y realizar algunas giras con su propio dúo, Christy and Goff.

### De nuevo en la carretera
A finales de 1993, un festival anual que se celebra en Finglas, propuso a los miembros de la banda una actuación especial de Aslan. Christy, que estaba a punto de firmar un contrato de seis discos con Epic Records, para su dúo, aceptó como una especie de despedida. Sin embargo, la reunión generó una oferta de BMG para grabar un sencillo y un CD.
El sencillo, Crazy world (1994) se situó de salida en el Top 5, por lo que Christy olvidó su aventura americana. Sin embargo, la grabación del CD estuvo repleta de problemas desde el principio, BMG lo relegó a un sello secundario, Arista, y las relaciones entre discográfica y banda se deterioraron muy rápidamente. El disco, Goodbye Charlie Moonhead (1994), se publicó por imperativo contractual, pero no tuvo promoción ni gira.
Su independiente de siempre, Solid, les publicó un nuevo sencillo, Lucy Jones, part two (1995), y un recopilatorio de las grabaciones de todos ellos, llamado Best of Aslan & Dignam & Goff (1995). Su nuevo mánager, Verge Management, impulsó una gira umplugged en el verano de ese mismo año. Finalmente, Solid remezcló su primer sencillo, This is, y lo relanzó en 1996.

### Discos de Oro
Ambos singles, funcionaron muy bien, en crítica y ventas, así que cuando se publicó el álbum, Here comes Lucy Jones (Solid, 1997), se colocó en la primera semana en el 14 del Top30 irlandés, y permitió una gira por Irlanda, Francia y Alemania, aparte de una presentación en el Midem de Cannes.
El álbum consiguió ser "disco de oro" en Irlanda, y EMI vuelve a interesarse por la banda, proponiendo un nuevo disco. El grupo decide ser fiel a Solid y sólo negocia con EMI la publicación de un recopilatorio, para su lanzamiento en toda Europa.
En el Midem, la discográfica independiente española Big Bang, acuerda con Solid la licencia del álbum, para su publicación en España. El disco, con el mismo nombre (Here comes Lucy Jones) y portada, se publica en 1998, coincidiendo con la llegada al número 1 de los charts irlandeses de su nuevo álbum recopilatorio, Shame about Lucy Moonhead (EMI, 1998), que logró unas buenas ventas en Irlanda y el Reino Unido.
En España, el disco recibe muy buenas críticas en los medios especializados y permanece varias semanas en las listas de Cadena 100, Canal Sur y otras cadenas. Se anunció una gira de la banda y la discográfica colocó 5.000 unidades en la primera semana. Sin embargo, EMI optó finalmente por no publicar el recopilatorio en España (ni en el resto de Europa continental) y ello, unido a las dificultades de desplazamiento que dieron al traste con la posibilidad de una gira, limitó las ventas y la proyección del grupo en España.

### Última época
A partir del éxito de sus dos anteriores discos, Aslan se consolidó como una de las bandas clásicas irlandesas, aunque la política restrictiva de EMI fuera de su país natal, les impidió alcanzar un adecuado reconocimiento internacional. En 1999, Solid publica un disco en directo, Made in Dublin, a rebufo del éxito del recopilatorio de 1998. Aún vendrían dos discos más, Waiting for this madness to end (2001) y The Platinum Collection (2005), un recopilatorio que llegó al número 3 de las listas irlandesas, aunque la banda ya no volvería a estar en un momento como el de los últimos noventa. Después, EMI ree-edita el disco Made in Dublin (2006).
El nuevo álbum de estudio For Some Strange Reason, publicado ya en octubre de 2007, entró en el no. 8 en los charts de Irlanda. De este disco se extrajeron dos singles, "Here comes the sun" y "Jealous little thing", publicados antes que el propio álbum. El cantante Damien Dempsey interviene en el tema "Bullets and Diamonds". El 15 de febrero de 2008, Aslan fue elegido "Mejor banda irlandesa" en los Meteor Irish Music Awards. Poco después, Tony McGuinness abandonó el grupo, para trasladarse a Australia, y fue reemplazado por Rodney O'Brien. Ese mismo año se publica un álbum de versiones, Aslan Uncase'd, que alcanzó el número 2 en los charts irlandeses.
Ya en la nueva década, la banda realiza una larga gira por Australia (2010), se estrena una película sobre sus 30 años en la escena (Please, don't stop, 2012) y se pública su, por ahora, último disco, Nudie books and frenchies (EMI, 2012), que se sitúa directamente en el número uno de las listas de su país, con muy buenas críticas.
Entre tanto, Christy Dignam enferma de cáncer e inicia un costoso tratamiento. Para recaudar fondos para apoyar su curación, en junio de 2013 tuvo lugar en el Olympia Theatre de Dublín un concierto, titulado "A Night For Christy", en el que participaron numerosos artistas del panorama rock irlandés, como Horslips, Danny O’Reilly, Paul Brady, Mary Black, Paul Walsh, Gavin Friday y U2. El concierto fue emitido íntegramente por internet.

## Discografía

### CD
- Feel No Shame (EMI, 1988)
- Goodbye Charlie Moonhead (Arista, 1994)
- Here Comes Lucy Jones (Solid Records, 1997) (Este disco se editó en España en 1998, por la discográfica Big Bang)
- Shame About Lucy Moonhead - The Best Of Aslan (EMI, 1998)
- Made In Dublín - Live at Vicar St. (Solid, 1999) (Reeditado por EMI en 2006, como Made in Dublín)
- Waiting For This Madness To End (Solid, 2001)
- The Platinum Collection (EMI, 2005)
- For Some Strange Reason (EMI, 2007)
- Aslan Uncase'd  (Solid, 2008)
- Nudie books and frenchies (EMI, 2012)

### DVD
- Made In Dublin - Unplugged and Documented (1999)
- Please, don't stop!  (2012)

### Sencillos
- "This is" (1986)
- "Loving Me Lately" (1986)
- "Please Don't Stop" (1987)
- "Pretty Thing" (1988)
- "This is" (1988)
- "Loving Me Lately" (1988)
- "Crazy World" (1993)
- "Where's the Sun" (1994)
- "Rainman" (1995)
- "Lucy Jones Part 2" (1997)
- "Hurt Sometimes" (1997) (Editado en España por Big Bang, 1998)
- "Lucy Jones Part 1" (1998)
- "This Is (Remix) (1998)
- "Crazy World" (1998)
- "She's So Beautiful" (2001)
- "Different Man" (2001)
- "Love Is All You Need" (2001)
- "Six Days To Zero" (2002)
- "Shine A Light " "(2004)"
- "Fall On Me" "(2005)"
- "Here comes the sun" (2007)
- "Jealous little thing" (2008)
- "Jealous Guy" (2009)
- "Too Late For Hallelujah" (2012)

## Artistas relacionados
- Snow Patrol
- Hothouse Flowers
- Paddy Casey
- Rob Smith
- Damien Rice
- U2